# Alexandre Audebert
Pour les articles homonymes, voir Audebert.

a Compétitions nationales et continentales officielles uniquement.

b Matchs officiels uniquement.
Dernière mise à jour le 16 novembre 2024.
Alexandre Audebert, né le 4 août 1977 à Suresnes (Hauts-de-Seine), est un joueur international français de rugby à XV, jouant au poste de troisième ligne aile.

## Biographie

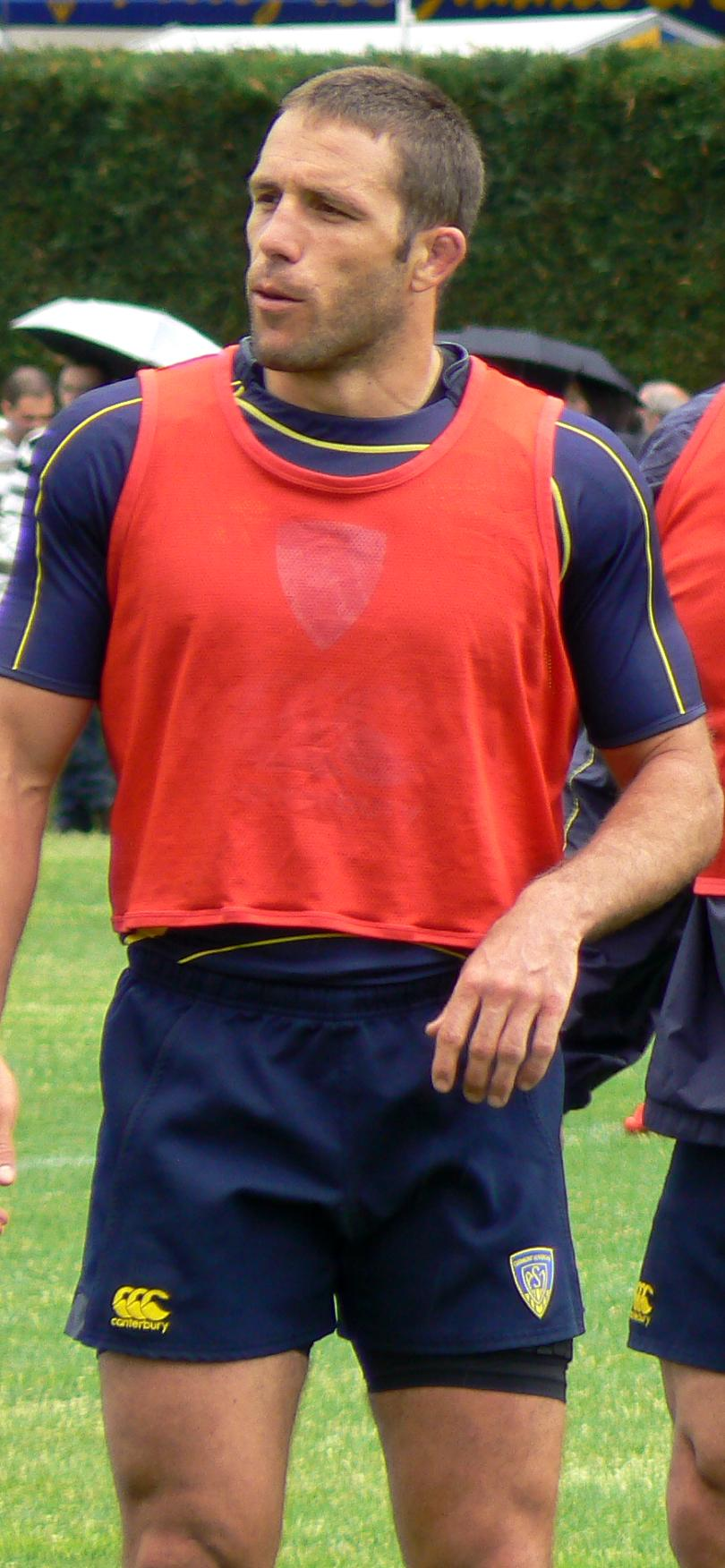
Alexandre Audebert lors d'un entraînement avec l'ASM Clermont Auvergne.

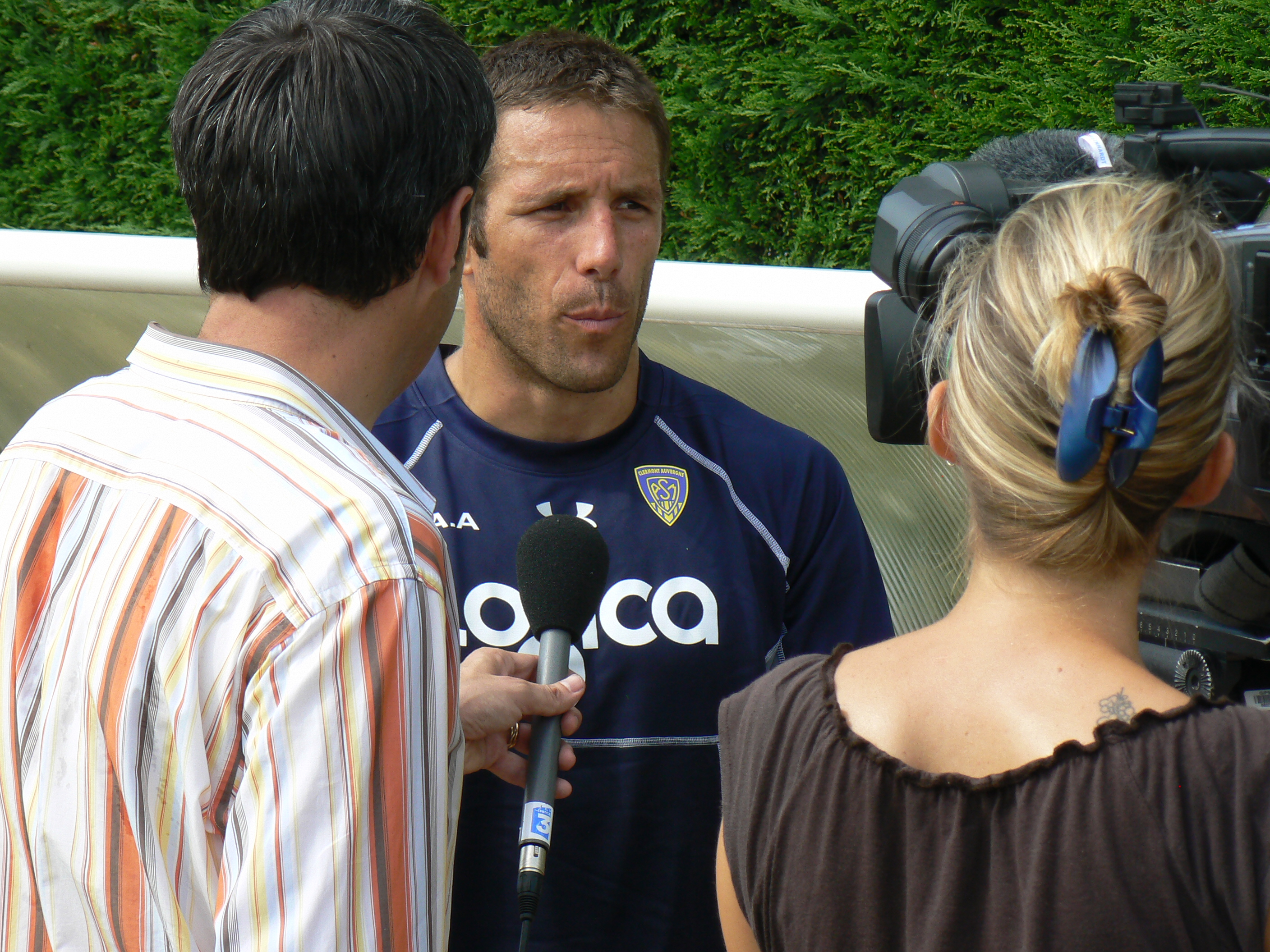
Alexandre Audebert interrogé par une équipe de France Télévision lors d'un entraînement avec l'ASM Clermont Auvergne.

Alexandre Audebert a joué en équipe de France et évolue au poste de troisième ligne aile au sein de l'effectif de l'ASM Clermont Auvergne.
Il a honoré sa première cape en équipe de France le 28 mai 2000 contre l'équipe de Roumanie.
En novembre 2000, il est sélectionné avec les Barbarians français pour jouer la Nouvelle-Zélande au Stade Bollaert à Lens. Les Baa-Baas français parviennent à s'imposer 23 à 21.
Le 7 mars 2003, il est joue avec les Barbarians contre les Leicester Tigers. Les Baa-Baas s'inclinent 12 à 21.
Après l'arrêt de sa carrière, il devient entraîneur de l'équipe espoir de l'ASM durant la saison 2013-2014. Malgré un titre de champion de France à la fin de la saison, il n'est pas conservé au sein du club auvergnat pour la saison suivante. En 2014, il devient l'entraîneur adjoint du RC Vichy en Fédérale 3 auprès de l'entraîneur en chef Patrice Giry. En mars 2016, il est conservé à ce poste malgré le remplacement de Patrice Giry par François Sageot. Il quitte finalement le club durant l'été 2016.
Depuis 2014, il est consultant pour Sud Radio.
En mars 2015, toujours entraîneur du RC Vichy, il entame une formation professionnelle d'un an à Clermont-Ferrand dans le domaine des assurances. Il souhaite faire une carrière d’entraîneur et diriger des équipes de haut niveau, mais préfère s'assurer un à-côté stable.
En janvier 2017, il intègre le staff du Rugby Club Aubenas Vals en Fédérale 1 en tant que consultant pour les avants. Il intervient deux fois par semaine, les mardis et mercredis, pour tenter de fluidifier certaines phase de jeu. Il travaille avec les entraîneurs déjà en place Marc Raynaud et Conrad Stoltz.

## Palmarès

### Joueur

#### En club
- Championnat de France de rugby à XV :
  - Champion (1) : 2010
  - Finaliste (4) : 2001 , 2007, 2008 et 2009
- Challenge européen :
  - Vainqueur (1) : 2007
  - Finaliste (1) : 2004
- Groupe A2 :
  - Champion (1) : 1998[12]

#### En équipe nationale
- 2 sélections en équipe de France en 2000 et 2002
- Tournoi des Six Nations disputé : 2002 (Grand Chelem)

### Entraîneur
- Vainqueur du Championnat de France espoirs en 2014 avec l'ASM Clermont Auvergne.